# Vardaman
Vardaman es un pueblo del Condado de Calhoun, Misisipi, Estados Unidos. Según el censo de 2000 tenía una población de 1.065 habitantes y una densidad de población de 302.4 hab/km².

## Demografía
Según el censo de 2000, había 1.065 personas, 426 hogares y 276 familias residiendo en la localidad. La densidad de población era de 302,4 hab./km². Había 471 viviendas con una densidad media de 133,7 viviendas/km². El 58,69% de los habitantes eran blancos, el 33,90% afroamericanos, el 0,19% amerindios, el 0,09% isleños del Pacífico, el 6,38% de otras razas y el 0,75% pertenecía a dos o más razas. El 9,77% de la población eran hispanos o latinos de cualquier raza.
Según el censo, de los 426 hogares en el 31,2% había menores de 18 años, el 42,3% pertenecía a parejas casadas, el 18,3% tenía a una mujer como cabeza de familia y el 35,0% no eran familias. El 31,0% de los hogares estaba compuesto por un único individuo y el 15,5% pertenecía a alguien mayor de 65 años viviendo solo. El tamaño promedio de los hogares era de 2,50 personas y el de las familias de 3,16.
La población estaba distribuida en un 26,2% de habitantes menores de 18 años, un 10,3% entre 18 y 24 años, un 27,0% de 25 a 44, un 22,1% de 45 a 64 y un 14,4% de 65 años o mayores. La media de edad era 34 años. Por cada 100 mujeres había 86,8 hombres. Por cada 100 mujeres de 18 años o más, había 84,1 hombres.
Los ingresos medios por hogar en la localidad eran de 21.518 dólares ($) y los ingresos medios por familia eran 29.205 $. Los hombres tenían unos ingresos medios de 25.000 $ frente a los 17.750 $ para las mujeres. La renta per cápita para la ciudad era de 13.530 $. El 24,1% de la población y el 22,0% de las familias estaban por debajo del umbral de pobreza. El 25,8% de los menores de 18 años y el 27,3% de los habitantes de 65 años o más vivían por debajo del umbral de pobreza.

## Geografía
Según la Oficina del Censo de los Estados Unidos, la localidad tiene un área total de 3,5 km², todos ellos correspondientes a tierra firme.